# فيم كيفت

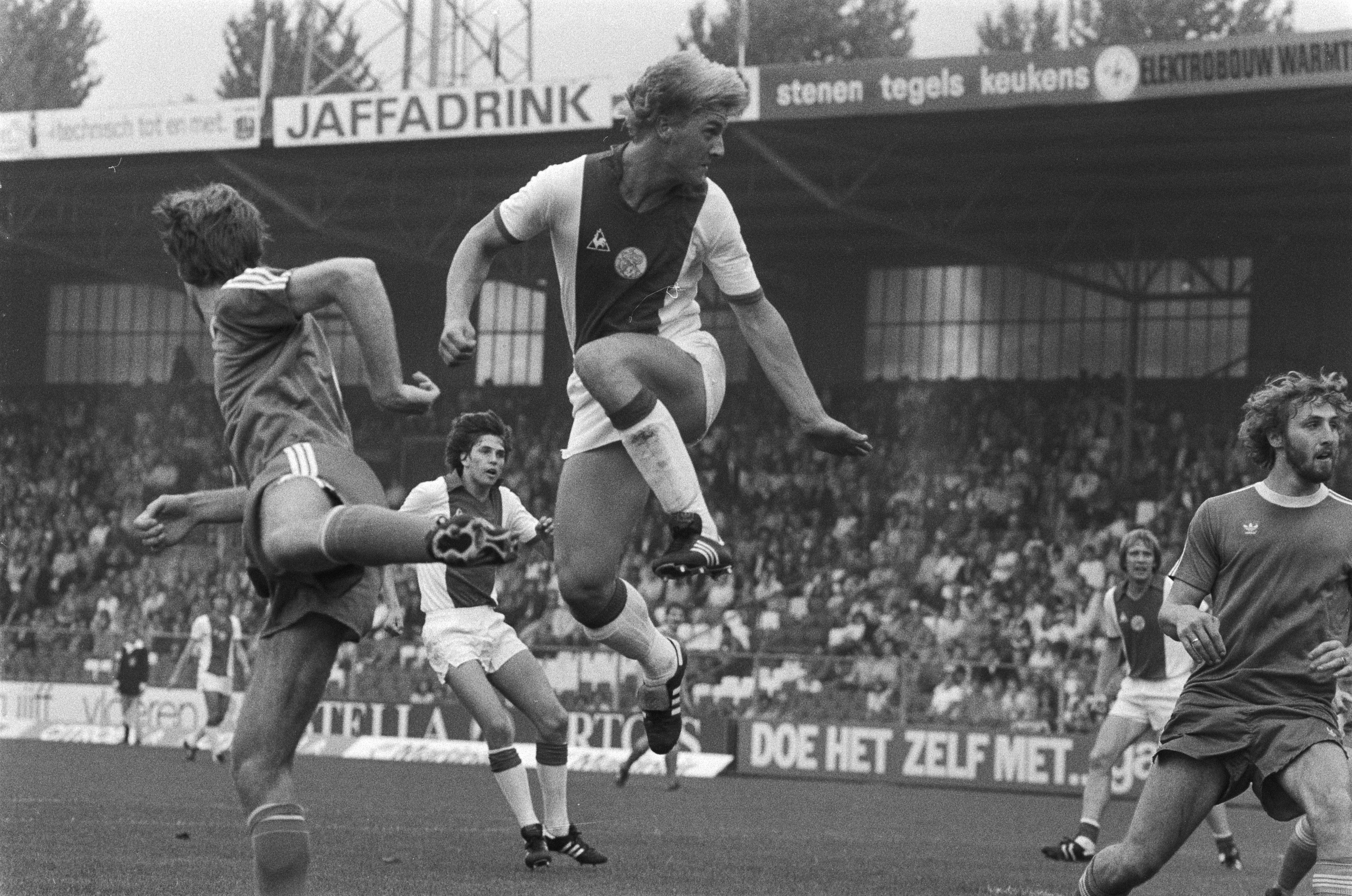
ويليم كورنيليز نيكولاس كيفت

فيليم كورنيليز نيكولاس كيفت الشهير باسم فيم كيفت (12 نوفمبر 1962

 في أمستردام) بالهولندية: Willem ("Wim") Cornelis Nicolaas Kieft لاعب كرة قدم هولندي معتزل كان يجيد اللعب في مركز المهاجم . ابنه روبين يلعب حاليا لصالح نادي الدرجة الممتازة غرونيننغن الهولندي .
لعب كيفت في أندية أياكس أمستردام (1979-1983) بيزا (1983-1986) تورينو (1986-1987) بي إس في آيندهوفن (1987-1990) بوردو (1990-1991) بي إس في آيندهوفن (1991-1994) .
ساهم كيفت في تتويج نادي بي إس في آيندهوفن ببطولة دوري أبطال أوروبا موسم 1987/1988 وبطولة دوري الدرجة الممتازة 3 مرات مواسم 1987/1988 ، 1988/1989 ، و1991/1992 وبطولة كأس هولندا 3 مرات مواسم 1987/1988 ، 1988/1989 ، و1989/1990 كما ساهم في تتويج نادي أياكس أمستردام ببطولة دوري الدرجة الأولى 3 مرات مواسم 1979/1980 ، 1981/1982 ، 1982/1983 وببطولة كأس هولندا موسم 1982/1983 .
على المستوى الشخصي حصل كيفت على جائزة الحذاء الذهبي التي تمنح لأفضل هداف في بطولات الدوري في قارة أوروبا بعدما استطاع تسجيل 32 هدف في موسم 1981/1982 مع نادي أياكس أمستردام .
شارك كيفت مع منتخب هولندا في 43 مباراة دولية مسجلا 11 هدف في الفترة من 1981 إلى 1993 .
ساهم كيفت في تتويج منتخب بلاده ببطولة كأس الأمم الأوروبية لكرة القدم 1988 التي أقيمت في ألمانيا الغربية . سجل كيفت هدف حاسم في المباراة الثالثة في الدور الأول في مرمى منتخب إيرلندا ليمنح منتخب هولندا الفوز بنتيجة 1/0 وبالتالي التأهل إلى الدور النصف النهائي على حساب الإيرلنديين .
تم استدعاء كيفت للمشاركة في بطولة كأس العالم لكرة القدم 1990 التي أقيمت في إيطاليا . شارك كيفت في المباراة الأولى أمام منتخب مصر بديلا وسجل هدف في الدقيقة 58 لتنتهي بالتعادل 1/1 . في المباراة الثانية شارك بديلا أيضا أمام منتخب إنجلترا لتنتهي بالتعادل 0/0 . في المباراة الثالثة شارك أساسيا أمام منتخب إيرلندا ولكنه لم يفعل شيء وتم استبداله وانتهت بالتعادل 1/1 . احتل منتخب هولندا المركز الثالث وبالتالي تأهل إلى الدور الثمن النهائي ليواجه منتخب ألمانيا الغربية ليخسر منه 1/2 على الرغم من دخول كيفت بديلا .
تم استدعاء كيفت للمشاركة في آخر بطولة كبيرة وهي كأس الأمم الأوروبية لكرة القدم 1992 التي أقيمت في السويد . استطاع منتخب هولندا تصدر مجموعته الثانية بعد فوزه على منتخبي اسكتلندا وألمانيا 1/0 و3/1 على التوالي والتعادل مع منتخب اتحاد جمهوريات الدول المستقلة 0/0 . في الدور النصف النهائي خسر من منتخب الدنمارك 4/5 بركلات الجزاء الترجيحية بعد انتهاء الوقتين الأصلي والإضافي بالتعادل 2/2 .

## روابط خارجية
- ويم كيفت على موقع IMDb (الإنجليزية)
- ويم كيفت على موقع الاتحاد الدولي (مؤرشف)  (الإنجليزية)
- ويم كيفت على موقع الاتحاد الأوربي (الإنجليزية)
- ويم كيفت على موقع قاعدة بيانات كرة القدم.إي يو (الإنجليزية)
- ويم كيفت على موقع ناشيونال فوتبول تيمز (الإنجليزية)
- ويم كيفت على موقع عالم كرة القدم.نت (الإنجليزية)